# Csináljuk a fesztivált! (kilencedik évad)
A Csináljuk a fesztivált! című zenés show-műsor kilencedik (az MTVA számozása szerint a széria megújulásának harmadik) évada 2023. november 25-én vette kezdetét a Dunán.
Az évad tíz részes volt, szombat esténként sugározta felvételről a Duna.

## A műsorról
A műsor nem épül semmilyen külföldi formátumra, teljesen saját ötlet alapján készült. A Csináljuk a fesztivált! rendezője Gyöngyösi Szabolcs, a vezető producer Károlyi Anikó, az operatőr Ancsics Csaba, valamint a zenei producer Rakonczai Viktor.
A hat tagú zsűri 1 és 10 pont között értékelte az elhangzó dalokat, valamint a stúdióközönség mobiltelefonos applikációval szavazhatott. A zsűri pontjait – ami összesen, dalonként maximum 60 pont lehetett – ebben az évadban a műsor végén adták a közönség pontjaihoz. Ők szintén dalonként maximum 60 pontot adhattak.
Az egyes válogatók egy-egy zenei korszak zenéit foglalták magukban. Az első válogatóban az 1960-as és 1970-es évek, a második válogatóban az 1980-as évek, a harmadik válogatóban az 1990-es évek, a negyedik válogatóban a 2000-es és 2010-es évek magyar dalait dolgozták fel a versenyzők, míg az ötödik válogatóban lírai témájú dalokat, a hatodik válogatóban pedig szilveszteri bulislágereket adtak elő a fellépők.

## A helyszín
A műsor helyszínéül a közmédia többi szórakoztató produkciójához hasonlóan az MTVA Kunigunda útjai székházának 600 m2-es egyes stúdiója szolgált, Budapesten.

## A műsorvezetők és a zsűritagok
A megújult műsor harmadik évadjában a házigazdák ismét Fodor Imre és Rókusfalvy Lili lettek.
A szakmai zsűrit képviselte:
- Balázs Klári, Fonogram-díjas énekesnő
- Feke Pál, Junior Prima és Artisjus díjas magyar színész, énekes
- Frenreisz Károly, Kossuth-díjas zenész-zeneszerző, a Metro, az LGT és a Skorpió zenekar tagja
- Janza Kata, színésznő, EMeRTon és Honthy-díjas musicalénekes
- Korda György, eMeRTon-díjas, Artisjus- és Fonogram-díjas énekes
- Nagy Bogi, énekesnő, a 2019-es Eurovíziós Dalfesztivál magyar előválogatójának döntőse

## Internetes előválogatás
2023 szeptemberében a hirado.hu olvasói lehetőséget kaptak, hogy minden héten egy-egy válogatóba beszavazzák a kedvenc dalaikat. Az alábbi dalokra lehetett voksolni az internetes oldalon.
| Dal                        | Eredeti előadó    |
| -------------------------- | ----------------- |
| Azon a szombat éjszakán    | Gemini            |
| Darabokra törted a szívem  | Bergendy-együttes |
| Gedeon bácsi               | Szécsi Pál        |
| Ha legközelebb látlak      | Kovács Kati       |
| Így szólt hozzám a dédapám | Skorpió           |

| Dal             | Eredeti előadó |
| --------------- | -------------- |
| Bál az Operában | KFT            |
| Európa          | Varga Miklós   |
| Létezem         | R-GO           |
| Madame Pompadúr | Első Emelet    |
| 220 felett      | Neoton Família |

| Dal                       | Eredeti előadó |
| ------------------------- | -------------- |
| A hegyekbe fönn           | Hip Hop Boyz   |
| Akár péntek, akár szombat | Back II Black  |
| Balatoni láz              | 4F Club        |
| Ilyenek voltunk           | Ákos           |
| Viva España               | Bon-Bon        |

| Dal                       | Eredeti előadó |
| ------------------------- | -------------- |
| Április                   | Rúzsa Magdi    |
| Félig ördög, félig angyal | Fresh          |
| Lélekdonor                | Caramel        |
| Origo                     | Pápai Joci     |
| Sosem múlik el            | Crystal        |

## Adások

### Válogatók
Az MTVA a hat válogatót 2023. november 25-én, december 2-án, december 9-én, december 16-án, december 23-án és december 31-én tartotta. A hat tagú zsűri 1 és 10 pont között értékelte az elhangzó dalokat, valamint a stúdióközönség mobiltelefonos applikációval szavazhatott. A zsűri pontjait – ami összesen, dalonként maximum 60 pont lehetett – ebben az évadban a műsor végén adták a közönség pontjaihoz. Ők szintén dalonként maximum 60 pontot adhattak. Ennek alapján az első négy válogatóban az első hat, míg az utolsó két válogatóban az első három helyen végző dal jutott tovább az elődöntőkbe. A műsort felvételről közvetítette a Duna.

#### Első válogató
| Első válogató – 2023. november 25. | Első válogató – 2023. november 25. | Első válogató – 2023. november 25.                               | Első válogató – 2023. november 25. | Első válogató – 2023. november 25. | Első válogató – 2023. november 25. | Első válogató – 2023. november 25. | Első válogató – 2023. november 25. | Első válogató – 2023. november 25. | Első válogató – 2023. november 25. | Első válogató – 2023. november 25. |
| #                                  | Előadó                             | Dal (zene / szöveg)                                              | Pontozás                           | Pontozás                           | Pontozás                           | Pontozás                           | Pontozás                           | Pontozás                           | Pontozás                           | Pontozás                           |
| #                                  | Előadó                             | Dal (zene / szöveg)                                              | Korda György                       | Balázs Klári                       | Frenreisz Károly                   | Janza Kata                         | Feke Pál                           | Nagy Bogi                          | Közönség                           | Σ                                  |
| ---------------------------------- | ---------------------------------- | ---------------------------------------------------------------- | ---------------------------------- | ---------------------------------- | ---------------------------------- | ---------------------------------- | ---------------------------------- | ---------------------------------- | ---------------------------------- | ---------------------------------- |
| 01                                 | Szandi                             | Ha legközelebb látlak (Koncz Tibor, Szenes Iván)                 | 9                                  | 9                                  | 8                                  | 10                                 | 7                                  | 8                                  | 48                                 | 99                                 |
| 02                                 | Csonka András                      | Gedeon bácsi (Payer András, S. Nagy István)                      | 8                                  | 8                                  | 8                                  | 10                                 | 9                                  | 8                                  | 49                                 | 100                                |
| 03                                 | Szekeres Adrien                    | Félteni kell (Fényes Szabolcs, Szenes Iván)                      | 9                                  | 9                                  | 9                                  | 9                                  | 9                                  | 9                                  | 45                                 | 99                                 |
| 04                                 | Pataky Attila                      | Darabokra törted a szívem (Demjén Ferenc)                        | 10                                 | 10                                 | 10                                 | 10                                 | 10                                 | 10                                 | 51                                 | 111                                |
| 05                                 | Köteles Leander                    | Kétforintos dal (Bencsik Sándor, Vikidál Gyula, Schuster Lóránt) | 8                                  | 8                                  | 9                                  | 9                                  | 6                                  | 7                                  | 46                                 | 93                                 |
| 06                                 | Oszvald Marika                     | Utánam a vízözön (Halmágyi Sándor, Tomsits Rudolf)               | 10                                 | 9                                  | 9                                  | 10                                 | 10                                 | 10                                 | 55                                 | 113                                |
| 07                                 | Kocsis Tibor                       | Múlnak a gyermekévek (Ihász Gábor, S. Nagy István)               | 10                                 | 10                                 | 8                                  | 10                                 | 10                                 | 10                                 | 54                                 | 112                                |
| 08                                 | Pély Barna                         | Isten véled, édes Piroskám (Dobos Attila, Szenes Iván)           | 9                                  | 10                                 | 9                                  | 9                                  | 9                                  | 7                                  | 50                                 | 102                                |
| 09                                 | Takáts Tamás                       | Ő még csak most tizennégy (Barta Tamás, Adamis Anna)             | 10                                 | 10                                 | 10                                 | 10                                 | 10                                 | 10                                 | 49                                 | 109                                |
| 10                                 | Nagy Feró                          | Járom az utam (Horváth Jenő, G. Dénes György)                    | 9                                  | 9                                  | 9                                  | 9                                  | 7                                  | 9                                  | 54                                 | 106                                |

#### Második válogató
| Második válogató – 2023. december 2. | Második válogató – 2023. december 2. | Második válogató – 2023. december 2.                                                             | Második válogató – 2023. december 2. | Második válogató – 2023. december 2. | Második válogató – 2023. december 2. | Második válogató – 2023. december 2. | Második válogató – 2023. december 2. | Második válogató – 2023. december 2. | Második válogató – 2023. december 2. | Második válogató – 2023. december 2. |
| #                                    | Előadó                               | Dal (zene / szöveg)                                                                              | Pontozás                             | Pontozás                             | Pontozás                             | Pontozás                             | Pontozás                             | Pontozás                             | Pontozás                             | Pontozás                             |
| #                                    | Előadó                               | Dal (zene / szöveg)                                                                              | Korda György                         | Balázs Klári                         | Frenreisz Károly                     | Janza Kata                           | Feke Pál                             | Nagy Bogi                            | Közönség                             | Σ                                    |
| ------------------------------------ | ------------------------------------ | ------------------------------------------------------------------------------------------------ | ------------------------------------ | ------------------------------------ | ------------------------------------ | ------------------------------------ | ------------------------------------ | ------------------------------------ | ------------------------------------ | ------------------------------------ |
| 01                                   | Horváth Tamás                        | Ciao Marina (Szikora Róbert, Kékes Zoltán)                                                       | 9                                    | 9                                    | 9                                    | 10                                   | 10                                   | 9                                    | 56                                   | 112                                  |
| 02                                   | Muri Enikő                           | Boldogság gyere haza (Dancsák Gyula, Miklós Tibor)                                               | 10                                   | 10                                   | 9                                    | 10                                   | 9                                    | 10                                   | 56                                   | 114                                  |
| 03                                   | Homonnay Zsolt                       | Állj, vagy lövök (Berkes Gábor, Bogdán Csaba, Kiki, Geszti Péter, Kisszabó Gábor, Michel de Lux) | 8                                    | 8                                    | 8                                    | 10                                   | 8                                    | 7                                    | 47                                   | 96                                   |
| 04                                   | Veréb Tamás                          | Adj helyet magad mellett (Dévényi Ádám, Tóth Miklós, Trunkos András)                             | 9                                    | 9                                    | 9                                    | 10                                   | 9                                    | 9                                    | 55                                   | 110                                  |
| 05                                   | Arany Timi                           | 220 felett (Jakab György, Pásztor László, Hatvani Emese)                                         | 10                                   | 9                                    | 10                                   | 9                                    | 9                                    | 10                                   | 57                                   | 114                                  |
| 06                                   | Oláh Ibolya                          | Európa (Varga Miklós, Varga Mihály)                                                              | 10                                   | 10                                   | 10                                   | 10                                   | 10                                   | 10                                   | 57                                   | 117                                  |
| 07                                   | Kirchnknopf Gergő                    | Létezem (Barile Pasquale, Holló József, Kozma Tibor, Környei Attila, Král Gábor, Szikora Róbert) | 9                                    | 9                                    | 9                                    | 10                                   | 9                                    | 9                                    | 50                                   | 105                                  |
| 08                                   | Horányi Juli                         | Szállj velem! (Cziglán István, Erdész Róbert, Vincze Lilla, Gömör László)                        | 8                                    | 8                                    | 8                                    | 9                                    | 7                                    | 7                                    | 46                                   | 93                                   |
| 09                                   | Varga Miklós                         | A kör (Pataky Attila)                                                                            | 10                                   | 10                                   | 10                                   | 10                                   | 10                                   | 10                                   | 54                                   | 114                                  |
| 10                                   | Kökény Attila                        | Elmegyek (Máté Péter, S. Nagy István)                                                            | 10                                   | 10                                   | 10                                   | 10                                   | 10                                   | 10                                   | 57                                   | 117                                  |

#### Harmadik válogató
| Harmadik válogató – 2023. december 9. | Harmadik válogató – 2023. december 9. | Harmadik válogató – 2023. december 9.                                             | Harmadik válogató – 2023. december 9. | Harmadik válogató – 2023. december 9. | Harmadik válogató – 2023. december 9. | Harmadik válogató – 2023. december 9. | Harmadik válogató – 2023. december 9. | Harmadik válogató – 2023. december 9. | Harmadik válogató – 2023. december 9. | Harmadik válogató – 2023. december 9. |
| #                                     | Előadó                                | Dal (zene / szöveg)                                                               | Pontozás                              | Pontozás                              | Pontozás                              | Pontozás                              | Pontozás                              | Pontozás                              | Pontozás                              | Pontozás                              |
| #                                     | Előadó                                | Dal (zene / szöveg)                                                               | Korda György                          | Balázs Klári                          | Frenreisz Károly                      | Janza Kata                            | Feke Pál                              | Nagy Bogi                             | Közönség                              | Σ                                     |
| ------------------------------------- | ------------------------------------- | --------------------------------------------------------------------------------- | ------------------------------------- | ------------------------------------- | ------------------------------------- | ------------------------------------- | ------------------------------------- | ------------------------------------- | ------------------------------------- | ------------------------------------- |
| 01                                    | Keresztes Ildikó                      | Kockahas (Fekete Marcell, Varga Zsuzsa)                                           | 9                                     | 9                                     | 9                                     | 10                                    | 9                                     | 9                                     | 51                                    | 106                                   |
| 02                                    | Bihal Roland                          | Nincs baj, baby (Marosi Z. Tamás)                                                 | 8                                     | 8                                     | 8                                     | 8                                     | 6                                     | 8                                     | 49                                    | 95                                    |
| 03                                    | Patocska Olivér                       | Sírni tudnék (Dobrády Ákos)                                                       | 10                                    | 10                                    | 8                                     | 9                                     | 8                                     | 10                                    | 46                                    | 101                                   |
| 04                                    | Trap kapitány és Lola                 | Balatoni láz (Vandulek Zoltán, Sallai János)                                      | 9                                     | 8                                     | 8                                     | 8                                     | 7                                     | 8                                     | 52                                    | 100                                   |
| 05                                    | Kalapács József                       | Ilyenek voltunk (Kovács Ákos, Madarász Gábor)                                     | 10                                    | 10                                    | 10                                    | 10                                    | 10                                    | 10                                    | 52                                    | 112                                   |
| 06                                    | Kovácsovics Fruzsina                  | Szerelmes szívek (Fenyő Miklós)                                                   | 9                                     | 9                                     | 8                                     | 10                                    | 8                                     | 8                                     | 50                                    | 102                                   |
| 07                                    | Dolhai Attila                         | Ezt egy életen át kell játszani (Presser Gábor, Sztevanovity Dusán)               | 10                                    | 10                                    | 10                                    | 10                                    | 10                                    | 10                                    | 59                                    | 119                                   |
| 08                                    | Kardos-Horváth János                  | 67-es út (Cipő, Boros Csaba, Nagy László Attila, Patai Tamás, Tóth Zoltán András) | 10                                    | 10                                    | 9                                     | 10                                    | 10                                    | 10                                    | 58                                    | 117                                   |
| 09                                    | Szekér Gergő                          | A hegyekbe fönn (Egry Levente)                                                    | 8                                     | 8                                     | 8                                     | 9                                     | 8                                     | 9                                     | 57                                    | 107                                   |
| 10                                    | Janicsák Veca                         | Kinek mondjam el vétkeimet? (Jenei Szilveszter)                                   | 10                                    | 10                                    | 10                                    | 9                                     | 10                                    | 10                                    | 54                                    | 113                                   |

#### Negyedik válogató
| Negyedik válogató – 2023. december 16. | Negyedik válogató – 2023. december 16. | Negyedik válogató – 2023. december 16.                              | Negyedik válogató – 2023. december 16. | Negyedik válogató – 2023. december 16. | Negyedik válogató – 2023. december 16. | Negyedik válogató – 2023. december 16. | Negyedik válogató – 2023. december 16. | Negyedik válogató – 2023. december 16. | Negyedik válogató – 2023. december 16. | Negyedik válogató – 2023. december 16. |
| #                                      | Előadó                                 | Dal (zene / szöveg)                                                 | Pontozás                               | Pontozás                               | Pontozás                               | Pontozás                               | Pontozás                               | Pontozás                               | Pontozás                               | Pontozás                               |
| #                                      | Előadó                                 | Dal (zene / szöveg)                                                 | Korda György                           | Balázs Klári                           | Frenreisz Károly                       | Janza Kata                             | Feke Pál                               | Nagy Bogi                              | Közönség                               | Σ                                      |
| -------------------------------------- | -------------------------------------- | ------------------------------------------------------------------- | -------------------------------------- | -------------------------------------- | -------------------------------------- | -------------------------------------- | -------------------------------------- | -------------------------------------- | -------------------------------------- | -------------------------------------- |
| 01                                     | Galambos Dorina                        | A legnagyobb hős (Bencsik-Kovács Zoltán)                            | 9                                      | 9                                      | 8                                      | 10                                     | 9                                      | 10                                     | 52                                     | 107                                    |
| 02                                     | Kohánszky Roy                          | Szólj már! (Sidlovics Gábor, Nagy Gábor, Orbán Tamás)               | 9                                      | 9                                      | 9                                      | 9                                      | 8                                      | 8                                      | 48                                     | 100                                    |
| 03                                     | Antal Timi                             | Százszor ölelj még (Harmath Szabolcs, Harmath Sándor, Valla Attila) | 9                                      | 9                                      | 9                                      | 9                                      | 9                                      | 9                                      | 53                                     | 107                                    |
| 04                                     | Palya Bea                              | Április (Szakos Krisztián, Madarász Gábor, Rúzsa Magdi)             | 9                                      | 9                                      | 9                                      | 9                                      | 10                                     | 9                                      | 51                                     | 106                                    |
| 05                                     | Oláh Gergő                             | Origo (Pápai József)                                                | 10                                     | 10                                     | 10                                     | 10                                     | 10                                     | 10                                     | 58                                     | 118                                    |
| 06                                     | Orsovai Reni                           | Szerelem, miért múlsz? (Rakonczai Viktor, Rácz Gergő, Geszti Péter) | 10                                     | 10                                     | 10                                     | 10                                     | 10                                     | 10                                     | 55                                     | 115                                    |
| 07                                     | Pesák Ádám                             | Kedvesem (Márta Alex)                                               | 9                                      | 9                                      | 8                                      | 8                                      | 8                                      | 8                                      | 45                                     | 95                                     |
| 08                                     | Budai Beatrix                          | Csillagtenger (Kovacsics Ádám, Ferbár Zsolt)                        | 8                                      | 8                                      | 7                                      | 7                                      | 6                                      | 7                                      | 44                                     | 87                                     |
| 09                                     | Ember Márk                             | Játszom (Tóth Tibor, Várszegi Ákos)                                 | 10                                     | 10                                     | 9                                      | 10                                     | 9                                      | 9                                      | 57                                     | 114                                    |
| 10                                     | Pápai Joci                             | Lélekdonor (Molnár Ferenc Caramel)                                  | 10                                     | 10                                     | 10                                     | 10                                     | 10                                     | 10                                     | 58                                     | 118                                    |

#### Ötödik válogató
| Ötödik válogató – 2023. december 23. | Ötödik válogató – 2023. december 23. | Ötödik válogató – 2023. december 23.                                                                     | Ötödik válogató – 2023. december 23. | Ötödik válogató – 2023. december 23. | Ötödik válogató – 2023. december 23. | Ötödik válogató – 2023. december 23. | Ötödik válogató – 2023. december 23. | Ötödik válogató – 2023. december 23. | Ötödik válogató – 2023. december 23. | Ötödik válogató – 2023. december 23. |
| #                                    | Előadó                               | Dal (zene / szöveg)                                                                                      | Pontozás                             | Pontozás                             | Pontozás                             | Pontozás                             | Pontozás                             | Pontozás                             | Pontozás                             | Pontozás                             |
| #                                    | Előadó                               | Dal (zene / szöveg)                                                                                      | Korda György                         | Balázs Klári                         | Frenreisz Károly                     | Janza Kata                           | Feke Pál                             | Nagy Bogi                            | Közönség                             | Σ                                    |
| ------------------------------------ | ------------------------------------ | --- | ------------------------------------ | ------------------------------------ | ------------------------------------ | ------------------------------------ | ------------------------------------ | ------------------------------------ | ------------------------------------ | ------------------------------------ |
| 01                                   | Király Viktor                        | Maradj velem (Balázs Ferenc, Horváth Attila)                                                             | 10                                   | 10                                   | 10                                   | 10                                   | 10                                   | 10                                   | 55                                   | 115                                  |
| 02                                   | Takács Nikolas                       | Köszönöm, hogy vagy nekem (Török Tamás, Szolnoki Péter, Duba Gábor)                                      | 10                                   | 10                                   | 9                                    | 10                                   | 10                                   | 10                                   | 55                                   | 114                                  |
| 03                                   | Feng Ya Ou és Békefi Viki            | Féltelek (Bokor Tibor, Bokor Gyula)                                                                      | 10                                   | 10                                   | 9                                    | 10                                   | 9                                    | 10                                   | 54                                   | 112                                  |
| 04                                   | Alin Nicuta                          | Nagy utazás (Dés László, Bereményi Géza)                                                                 | 9                                    | 10                                   | 8                                    | 10                                   | 10                                   | 10                                   | 53                                   | 110                                  |
| 05                                   | Freddie                              | Nézz az ég felé (Lerch István, Horváth Attila)                                                           | 10                                   | 10                                   | 10                                   | 10                                   | 10                                   | 10                                   | 58                                   | 118                                  |
| 06                                   | Pál Dénes                            | Apám hitte (Presser Gábor, Sztevanovity Zorán, Sztevanovity Dusán)                                       | 10                                   | 10                                   | 9                                    | 10                                   | 10                                   | 10                                   | 55                                   | 114                                  |
| 07                                   | Szabó Előd                           | Kell még egy szó (Koltay Gergely)                                                                        | 10                                   | 10                                   | 10                                   | 10                                   | 10                                   | 10                                   | 57                                   | 117                                  |
| 08                                   | Gubik Petra                          | Játssz még! (Presser Gábor, Sztevanovity Dusán)                                                          | 9                                    | 9                                    | 9                                    | 10                                   | 10                                   | 9                                    | 58                                   | 114                                  |
| 09                                   | Szekeres András                      | Fekete pillangó (Benkő László, Debreczeni Ferenc, Kóbor János, Mihály Tamás, Molnár György, Sülyi Péter) | 9                                    | 10                                   | 8                                    | 9                                    | 9                                    | 9                                    | 53                                   | 107                                  |
| 10                                   | Sándor Péter                         | Gyertyák (Lerch István, Demjén Ferenc)                                                                   | 10                                   | 10                                   | 10                                   | 9                                    | 9                                    | 9                                    | 57                                   | 114                                  |

Extra produkciók:
- Molnár Ferenc Caramel – Nem kell más (Molnár Ferenc Caramel)
- Wolf Kati – Ábránd (Wolf Péter, Vörösmarty Mihály)
- Első Emelet – Boldog karácsonyt! (Berkes Gábor, Patkó Béla Kiki, Bogdán Csaba, Szentmihályi Gábor, Geszti Péter)

#### Hatodik válogató
| Hatodik válogató – 2023. december 31. | Hatodik válogató – 2023. december 31. | Hatodik válogató – 2023. december 31.                                                  | Hatodik válogató – 2023. december 31. | Hatodik válogató – 2023. december 31. | Hatodik válogató – 2023. december 31. | Hatodik válogató – 2023. december 31. | Hatodik válogató – 2023. december 31. | Hatodik válogató – 2023. december 31. | Hatodik válogató – 2023. december 31. | Hatodik válogató – 2023. december 31. |
| #                                     | Előadó                                | Dal (zene / szöveg)                                                                    | Pontozás                              | Pontozás                              | Pontozás                              | Pontozás                              | Pontozás                              | Pontozás                              | Pontozás                              | Pontozás                              |
| #                                     | Előadó                                | Dal (zene / szöveg)                                                                    | Korda György                          | Balázs Klári                          | Frenreisz Károly                      | Janza Kata                            | Feke Pál                              | Nagy Bogi                             | Közönség                              | Σ                                     |
| ------------------------------------- | ------------------------------------- | -------------------------------------------------------------------------------------- | ------------------------------------- | ------------------------------------- | ------------------------------------- | ------------------------------------- | ------------------------------------- | ------------------------------------- | ------------------------------------- | ------------------------------------- |
| 01                                    | Szulák Andrea és Kamarás Iván         | Száguldás, Porsche, szerelem (Nagy Tibor, Juhász Sándor)                               | 9                                     | 9                                     | 10                                    | 10                                    | 10                                    | 10                                    | 58                                    | 116                                   |
| 02                                    | Vida Péter                            | Nyolc óra munka (Nagy Feró)                                                            | 9                                     | 9                                     | 9                                     | 9                                     | 9                                     | 9                                     | 57                                    | 111                                   |
| 03                                    | Szabó Máté                            | Csókkirály (Fenyő Miklós)                                                              | 10                                    | 10                                    | 9                                     | 10                                    | 10                                    | 10                                    | 59                                    | 118                                   |
| 04                                    | Vágó Bernadett és Miller Zoltán       | Egy bolond százat csinál (Fehér Attila, Dandó Zoltán, Joós István)                     | 9                                     | 9                                     | 8                                     | 10                                    | 10                                    | 9                                     | 56                                    | 111                                   |
| 05                                    | Vastag Tamás                          | Pálinka dal (Mező Mihály, Szabó Tibor, Kara Mihály)                                    | 9                                     | 9                                     | 9                                     | 9                                     | 9                                     | 9                                     | 56                                    | 110                                   |
| 06                                    | Vastag Csaba                          | Pocsolyába léptem (Gál Gábor, Takáts Tamás, Vasvári Béla, Boros György)                | 10                                    | 10                                    | 10                                    | 10                                    | 10                                    | 9                                     | 57                                    | 116                                   |
| 07                                    | Poór Péter                            | Kócos ördögök (Sztevanovity Zorán, Sztevanovity Dusán)                                 | 10                                    | 10                                    | 9                                     | 10                                    | 10                                    | 10                                    | 56                                    | 115                                   |
| 08                                    | Szabó Ádám                            | Maradjatok gyerekek (Horváth Boldizsár, Horváth Gáspár, Baranyai Dániel, Pápay Mihály) | 9                                     | 9                                     | 9                                     | 8                                     | 8                                     | 8                                     | 56                                    | 107                                   |
| 09                                    | Nádas György                          | Táncoló fekete lakkcipők (Nagy Tibor, Komár László)                                    | 9                                     | 9                                     | 9                                     | 10                                    | 9                                     | 9                                     | 55                                    | 110                                   |
| 10                                    | Völgyesi Gabi és Deniz                | Az éjjel soha nem érhet véget (Dömötör Sándor, Náksi Attila)                           | 10                                    | 10                                    | 10                                    | 9                                     | 9                                     | 9                                     | 55                                    | 112                                   |

Extra produkciók:
- Kovács Kati – Most kéne abbahagyni (Wolf Péter, ifj. Kalmár Tibor) / Add már uram az esőt (Koncz Tibor, Szenes Iván) / Rock and roller (Presser Gábor)
- Budapest Bár – Tíz után (De Fries Károly, Szécsén Mihály) / Szeretni bolondulásig (Fényes Szabolcs, Szenes Iván) / Engem a rumba döntöget romba (Halász Rudolf, Herrer Pál, Zágon István)
- Szőke Niki – Gelem gelem (magyar népdal) / Jó lenne 120 évig élni (Nádas Gábor, ifj. Kalmár Tibor, Kalmár Tibor) / Nádfedeles kulipintyó (Hoffmann Sándor, Keszthelyi Etelka)

### Elődöntők
Az MTVA a három elődöntőt 2024. január 6-án, január 13-án és január 20-án tartotta. A hat tagú zsűri 1 és 10 pont között értékelte az elhangzó dalokat, valamint a stúdióközönség mobiltelefonos applikációval szavazhatott. A zsűri pontjait – ami összesen, dalonként maximum 60 pont lehetett – ebben az évadban a műsor végén adták a közönség pontjaihoz. Ők szintén dalonként maximum 60 pontot adhattak. Ennek alapján az első három helyen végző dal jutott tovább a döntőbe, valamint a három elődöntőt követően a zsűri jóvoltából egy tizedik dal vigaszágon csatlakozhatott még a végső mezőnyhöz. A műsort felvételről közvetítette a Duna.

#### Első elődöntő
| Első elődöntő – 2024. január 6. | Első elődöntő – 2024. január 6. | Első elődöntő – 2024. január 6.                                                   | Első elődöntő – 2024. január 6. | Első elődöntő – 2024. január 6. | Első elődöntő – 2024. január 6. | Első elődöntő – 2024. január 6. | Első elődöntő – 2024. január 6. | Első elődöntő – 2024. január 6. | Első elődöntő – 2024. január 6. | Első elődöntő – 2024. január 6. |
| #                               | Előadó                          | Dal (zene / szöveg)                                                               | Pontozás                        | Pontozás                        | Pontozás                        | Pontozás                        | Pontozás                        | Pontozás                        | Pontozás                        | Pontozás                        |
| #                               | Előadó                          | Dal (zene / szöveg)                                                               | Korda György                    | Balázs Klári                    | Frenreisz Károly                | Janza Kata                      | Feke Pál                        | Nagy Bogi                       | Közönség                        | Σ                               |
| ------------------------------- | ------------------------------- | --------------------------------------------------------------------------------- | ------------------------------- | ------------------------------- | ------------------------------- | ------------------------------- | ------------------------------- | ------------------------------- | ------------------------------- | ------------------------------- |
| 01                              | Arany Timi                      | 220 felett (Jakab György, Pásztor László, Hatvani Emese)                          | 9                               | 9                               | 9                               | 9                               | 9                               | 9                               | 54                              | 108                             |
| 02                              | Takáts Tamás                    | Ő még csak most tizennégy (Barta Tamás, Adamis Anna)                              | 10                              | 10                              | 10                              | 10                              | 10                              | 9                               | 55                              | 114                             |
| 03                              | Kardos-Horváth János            | 67-es út (Cipő, Boros Csaba, Nagy László Attila, Patai Tamás, Tóth Zoltán András) | 9                               | 9                               | 9                               | 9                               | 8                               | 9                               | 54                              | 107                             |
| 04                              | Szekér Gergő                    | A hegyekbe fönn (Egry Levente)                                                    | 9                               | 8                               | 8                               | 9                               | 7                               | 8                               | 53                              | 102                             |
| 05                              | Szabó Előd                      | Kell még egy szó (Koltay Gergely)                                                 | 10                              | 10                              | 10                              | 10                              | 10                              | 10                              | 58                              | 118                             |
| 06                              | Kalapács József                 | Ilyenek voltunk (Kovács Ákos, Madarász Gábor)                                     | 10                              | 10                              | 10                              | 9                               | 10                              | 10                              | 55                              | 114                             |
| 07                              | Oszvald Marika                  | Utánam a vízözön (Halmágyi Sándor, Tomsits Rudolf)                                | 10                              | 9                               | 8                               | 10                              | 10                              | 9                               | 56                              | 112                             |
| 08                              | Ember Márk                      | Játszom (Tóth Tibor, Várszegi Ákos)                                               | 9                               | 9                               | 8                               | 9                               | 9                               | 9                               | 54                              | 107                             |
| 09                              | Oláh Gergő                      | Origo (Pápai József)                                                              | 10                              | 9                               | 9                               | 10                              | 10                              | 10                              | 58                              | 116                             |
| 10                              | Szabó Máté                      | Csókkirály (Fenyő Miklós)                                                         | 10                              | 10                              | 10                              | 10                              | 10                              | 10                              | 58                              | 118                             |

#### Második elődöntő
| Második elődöntő – 2024. január 13. | Második elődöntő – 2024. január 13. | Második elődöntő – 2024. január 13.                                 | Második elődöntő – 2024. január 13. | Második elődöntő – 2024. január 13. | Második elődöntő – 2024. január 13. | Második elődöntő – 2024. január 13. | Második elődöntő – 2024. január 13. | Második elődöntő – 2024. január 13. | Második elődöntő – 2024. január 13. | Második elődöntő – 2024. január 13. |
| #                                   | Előadó                              | Dal (zene / szöveg)                                                 | Pontozás                            | Pontozás                            | Pontozás                            | Pontozás                            | Pontozás                            | Pontozás                            | Pontozás                            | Pontozás                            |
| #                                   | Előadó                              | Dal (zene / szöveg)                                                 | Korda György                        | Balázs Klári                        | Frenreisz Károly                    | Janza Kata                          | Feke Pál                            | Nagy Bogi                           | Közönség                            | Σ                                   |
| ----------------------------------- | ----------------------------------- | ------------------------------------------------------------------- | ----------------------------------- | ----------------------------------- | ----------------------------------- | ----------------------------------- | ----------------------------------- | ----------------------------------- | ----------------------------------- | ----------------------------------- |
| 01                                  | Dolhai Attila                       | Ezt egy életen át kell játszani (Presser Gábor, Sztevanovity Dusán) | 10                                  | 10                                  | 10                                  | 10                                  | 10                                  | 10                                  | 57                                  | 117                                 |
| 02                                  | Nagy Feró                           | Járom az utam (Horváth Jenő, G. Dénes György)                       | 10                                  | 10                                  | 10                                  | 9                                   | 9                                   | 9                                   | 55                                  | 112                                 |
| 03                                  | Galambos Dorina                     | A legnagyobb hős (Bencsik-Kovács Zoltán)                            | 9                                   | 9                                   | 9                                   | 9                                   | 9                                   | 9                                   | 55                                  | 109                                 |
| 04                                  | Kocsis Tibor                        | Múlnak a gyermekévek (Ihász Gábor, S. Nagy István)                  | 10                                  | 9                                   | 9                                   | 10                                  | 10                                  | 10                                  | 56                                  | 114                                 |
| 05                                  | Antal Timi                          | Százszor ölelj még (Harmath Szabolcs, Harmath Sándor, Valla Attila) | 9                                   | 9                                   | 9                                   | 9                                   | 8                                   | 10                                  | 54                                  | 108                                 |
| 06                                  | Szulák Andrea és Kamarás Iván       | Száguldás, Porsche, szerelem (Nagy Tibor, Juhász Sándor)            | 9                                   | 9                                   | 9                                   | 10                                  | 10                                  | 10                                  | 55                                  | 112                                 |
| 07                                  | Oláh Ibolya                         | Európa (Varga Miklós, Varga Mihály)                                 | 10                                  | 10                                  | 10                                  | 10                                  | 10                                  | 10                                  | 58                                  | 118                                 |
| 08                                  | Pataky Attila                       | Darabokra törted a szívem (Demjén Ferenc)                           | 10                                  | 10                                  | 10                                  | 9                                   | 9                                   | 9                                   | 57                                  | 114                                 |
| 09                                  | Janicsák Veca                       | Kinek mondjam el vétkeimet? (Jenei Szilveszter)                     | 9                                   | 9                                   | 9                                   | 9                                   | 9                                   | 9                                   | 55                                  | 109                                 |
| 10                                  | Freddie                             | Nézz az ég felé (Lerch István, Horváth Attila)                      | 10                                  | 10                                  | 10                                  | 10                                  | 10                                  | 10                                  | 58                                  | 118                                 |

#### Harmadik elődöntő
| Harmadik elődöntő – 2024. január 20. | Harmadik elődöntő – 2024. január 20. | Harmadik elődöntő – 2024. január 20.                                    | Harmadik elődöntő – 2024. január 20. | Harmadik elődöntő – 2024. január 20. | Harmadik elődöntő – 2024. január 20. | Harmadik elődöntő – 2024. január 20. | Harmadik elődöntő – 2024. január 20. | Harmadik elődöntő – 2024. január 20. | Harmadik elődöntő – 2024. január 20. | Harmadik elődöntő – 2024. január 20. |
| #                                    | Előadó                               | Dal (zene / szöveg)                                                     | Pontozás                             | Pontozás                             | Pontozás                             | Pontozás                             | Pontozás                             | Pontozás                             | Pontozás                             | Pontozás                             |
| #                                    | Előadó                               | Dal (zene / szöveg)                                                     | Korda György                         | Balázs Klári                         | Frenreisz Károly                     | Janza Kata                           | Feke Pál                             | Nagy Bogi                            | Közönség                             | Σ                                    |
| ------------------------------------ | ------------------------------------ | ----------------------------------------------------------------------- | ------------------------------------ | ------------------------------------ | ------------------------------------ | ------------------------------------ | ------------------------------------ | ------------------------------------ | ------------------------------------ | ------------------------------------ |
| 01                                   | Pély Barna                           | Isten véled, édes Piroskám (Dobos Attila, Szenes Iván)                  | 9                                    | 9                                    | 9                                    | 8                                    | 8                                    | 8                                    | 55                                   | 106                                  |
| 02                                   | Varga Miklós                         | A kör (Pataky Attila)                                                   | 10                                   | 10                                   | 10                                   | 9                                    | 9                                    | 9                                    | 56                                   | 113                                  |
| 03                                   | Muri Enikő                           | Boldogság gyere haza (Dancsák Gyula, Miklós Tibor)                      | 9                                    | 9                                    | 9                                    | 10                                   | 10                                   | 10                                   | 56                                   | 113                                  |
| 04                                   | Horváth Tamás                        | Ciao Marina (Szikora Róbert, Kékes Zoltán)                              | 9                                    | 8                                    | 9                                    | 9                                    | 9                                    | 9                                    | 56                                   | 109                                  |
| 05                                   | Király Viktor                        | Maradj velem (Balázs Ferenc, Horváth Attila)                            | 10                                   | 10                                   | 10                                   | 10                                   | 10                                   | 10                                   | 58                                   | 118                                  |
| 06                                   | Keresztes Ildikó                     | Kockahas (Fekete Marcell, Varga Zsuzsa)                                 | 9                                    | 9                                    | 9                                    | 9                                    | 8                                    | 9                                    | 55                                   | 108                                  |
| 07                                   | Kökény Attila                        | Elmegyek (Máté Péter, S. Nagy István)                                   | 10                                   | 10                                   | 10                                   | 10                                   | 10                                   | 10                                   | 57                                   | 117                                  |
| 08                                   | Orsovai Reni                         | Szerelem, miért múlsz? (Rakonczai Viktor, Rácz Gergő, Geszti Péter)     | 10                                   | 10                                   | 10                                   | 10                                   | 10                                   | 9                                    | 56                                   | 115                                  |
| 09                                   | Pápai Joci                           | Lélekdonor (Molnár Ferenc Caramel)                                      | 10                                   | 9                                    | 9                                    | 10                                   | 10                                   | 10                                   | 56                                   | 114                                  |
| 10                                   | Vastag Csaba                         | Pocsolyába léptem (Gál Gábor, Takáts Tamás, Vasvári Béla, Boros György) | 9                                    | 9                                    | 9                                    | 9                                    | 9                                    | 9                                    | 55                                   | 109                                  |

### Döntő
Az MTVA a döntőt 2024. január 27-én tartotta. Először a stúdióközönség pontjait jelentették be a dalok elhangzása után közvetlenül. A zsűri a dalok elhangzása után csak szóban értékelte a produkciókat, majd az összes dalt követően pontozta a produkciókat a zsűri. Az első helyezett 10 pontot kapott, a második 8-at, a harmadik 6-ot, míg a negyedik 4 pontot. Ennek alapján az első helyen végző dal lett a Csináljuk a fesztivált! kilencedik évadának a győztese. A műsort felvételről közvetítette a Duna.
| Döntő – 2024. január 27. | Döntő – 2024. január 27. | Döntő – 2024. január 27.                                            | Döntő – 2024. január 27. | Döntő – 2024. január 27. | Döntő – 2024. január 27. | Döntő – 2024. január 27. | Döntő – 2024. január 27. | Döntő – 2024. január 27. | Döntő – 2024. január 27. | Döntő – 2024. január 27. | Döntő – 2024. január 27. |
| #                        | Előadó                   | Dal (zene / szöveg)                                                 | Pontozás                 | Pontozás                 | Pontozás                 | Pontozás                 | Pontozás                 | Pontozás                 | Pontozás                 | Pontozás                 | Helyezés                 |
| #                        | Előadó                   | Dal (zene / szöveg)                                                 | Korda György             | Balázs Klári             | Frenreisz Károly         | Janza Kata               | Feke Pál                 | Nagy Bogi                | Közönség                 | Σ                        | Helyezés                 |
| ------------------------ | ------------------------ | ------------------------------------------------------------------- | ------------------------ | ------------------------ | ------------------------ | ------------------------ | ------------------------ | ------------------------ | ------------------------ | ------------------------ | ------------------------ |
| 01                       | Takáts Tamás             | Ő még csak most tizennégy (Barta Tamás, Adamis Anna)                |                          |                          |                          |                          |                          |                          | 55                       | 55                       | 10.                      |
| 02                       | Kökény Attila            | Elmegyek (Máté Péter, S. Nagy István)                               | 6                        | 4                        | 4                        |                          |                          |                          | 58                       | 72                       | 4.                       |
| 03                       | Orsovai Reni             | Szerelem, miért múlsz? (Rakonczai Viktor, Rácz Gergő, Geszti Péter) |                          |                          |                          |                          |                          |                          | 56                       | 56                       | 9.                       |
| 04                       | Szabó Előd               | Kell még egy szó (Koltay Gergely)                                   |                          |                          |                          |                          |                          |                          | 57                       | 57                       | 7.                       |
| 05                       | Oláh Gergő               | Origo (Pápai József)                                                |                          |                          |                          |                          | 4                        | 4                        | 57                       | 65                       | 6.                       |
| 06                       | Oláh Ibolya              | Európa (Varga Miklós, Varga Mihály)                                 | 4                        | 6                        | 8                        | 6                        | 6                        |                          | 58                       | 88                       | 3.                       |
| 07                       | Freddie                  | Nézz az ég felé (Lerch István, Horváth Attila)                      | 10                       | 10                       | 10                       | 8                        | 8                        | 8                        | 58                       | 112                      | 1.                       |
| 08                       | Dolhai Attila            | Ezt egy életen át kell játszani (Presser Gábor, Sztevanovity Dusán) |                          |                          |                          | 4                        |                          | 6                        | 57                       | 67                       | 5.                       |
| 09                       | Király Viktor            | Maradj velem (Balázs Ferenc, Horváth Attila)                        | 8                        | 8                        | 6                        | 10                       | 10                       | 10                       | 58                       | 110                      | 2.                       |
| 10                       | Szabó Máté               | Csókkirály (Fenyő Miklós)                                           |                          |                          |                          |                          |                          |                          | 57                       | 57                       | 7.                       |

## Nézettség
Jelmagyarázat
     – A Csináljuk a fesztivált! legmagasabb nézettsége
     – A Csináljuk a fesztivált! legalacsonyabb nézettsége
| Adás              | Sugárzás                           | Duna                 | Duna                 | Duna                 | Duna                | Duna                | Duna                | Forrás |
| Adás              | Sugárzás                           | Teljes lakosság (4+) | Teljes lakosság (4+) | Teljes lakosság (4+) | Célközönség (18–59) | Célközönség (18–59) | Célközönség (18–59) | Forrás |
| Adás              | Sugárzás                           | AMR                  | Arány (SHR%)         | Heti helyezés        | AMR                 | Arány (SHR%)        | Heti helyezés       | Forrás |
| ----------------- | ---------------------------------- | -------------------- | -------------------- | -------------------- | ------------------- | ------------------- | ------------------- | ------ |
| Első válogató     | 2023. november 25. szombat, 19:35  | 291 261              | 7,0                  | 18.                  |                     |                     | 30+                 | [ 2 ]  |
| Második válogató  | 2023. december 2. szombat, 19:35   | 277 957              | 6,4                  | 19.                  |                     |                     | 30+                 | [ 3 ]  |
| Harmadik válogató | 2023. december 9. szombat, 19:35   | 385 913              | 9,7                  | 14.                  | 90 787              | 4,5                 | 29.                 | [ 4 ]  |
| Negyedik válogató | 2023. december 16. szombat, 19:35  | 363 379              | 9                    | 10.                  |                     |                     | 30+                 | [ 5 ]  |
| Ötödik válogató   | 2023. december 23. szombat, 19:35  | 493 157              | 11,7                 | 7.                   |                     |                     | 30+                 | [ 6 ]  |
| Hatodik válogató  | 2023. december 31. vasárnap, 21:30 | 458 183              | 13                   | 11.                  |                     |                     | 30+                 | [ 7 ]  |
| Első elődöntő     | 2024. január 6. szombat, 19:35     | 525 762              | 12,4                 | 8.                   | 116 196             | 5,3                 | 28.                 | [ 8 ]  |
| Második elődöntő  | 2024. január 13. szombat, 19:35    | 520 311              | 12,5                 | 8.                   | 102 625             | 4,9                 | 25.                 | [ 9 ]  |
| Harmadik elődöntő | 2024. január 20. szombat, 19:35    | 540 281              | 12,9                 | 7.                   | 114 041             | 5,5                 | 23.                 | [ 10 ] |
| Döntő             | 2024. január 27. szombat, 19:35    | 604 544              | 14,4                 | 7.                   | 129 411             | 6,1                 | 19.                 | [ 11 ] |